# Edward Trzemeski

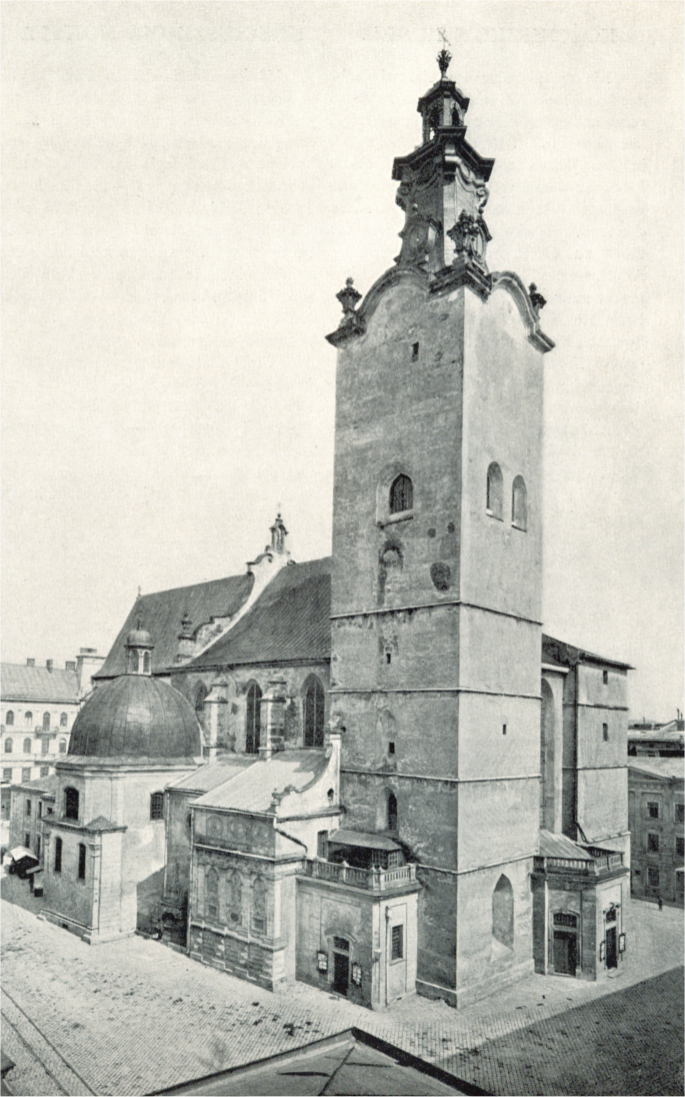
Edward Trzemeski, Katedra łacińska we Lwowie, przed 1898

Edward Ignacy Trzemeski (ur. 1843 w Grazu, zm. 3 stycznia 1905 we Lwowie) – polski fotograf, działający głównie we Lwowie.
Wychowywał się we Lwowie, gdzie ukończył szkołę realną. Fotografii uczył się ok. 1865 r. w atelier Sebastianetti w Trieście, gdzie wcześniej odbywał służbę wojskową. We Lwowie pracował w zakładzie Józefa Edera, a od 1869 prowadził własną firmę (przy ul. Szerokiej – obecnie Kopernika). W latach 1877–1887 atelier mieściło się w Hotelu Europejskim; działała wówczas także filia w Krynicy. Od 1887 zakład miał swoją siedzibę przy ul. 3 Maja. Wspólnikiem Trzemeskiego w tym okresie był Leon Błachowski. W prowadzeniu atelier Trzemeskiemu pomagała również jego córka, Zofia. Od 1905 r. zakład miał filię przy ul. Łyczakowskiej 9.
Edward Trzemeski był przede wszystkim autorem zdjęć portretowych. Wykonał również fotografie przedstawiające Aleksandra Fredrę na łożu śmierci i jego pogrzeb. Dokumentował m.in. I Zlot Sokolników w 1892 i Wystawę Krajową (zdjęcia te zostały wydane w albumie Wystawa Krajowa we Lwowie i na pocztówkach w 1894 r. przez firmę Seyfarth & Dydyński). Uwieczniał widoki Lwowa. Brał udział w Wystawie Rolniczo-Przemysłowej w 1877 r., wystawach w Londynie (1871) i Wiedniu (1873). Był współorganizatorem Powszechnej Wystawy Krajowej w 1894 r. Prowadził fotodrukarnię, w której wydał m.in. ilustracje do Trylogii Sienkiewicza. Opublikował także albumy: Kredka i paleta Grottgera, Panorama Racławicka i inne. 
Po śmierci Trzemeskiego jego działalność kontynuowali córka Zofia i zięć Rudolf Huber, prowadząc firmę „Edward Trzemeski we Lwowie”; w późniejszym okresie (po śmierci Zofii) Rudolfowi Huberowi pomagała ich córka, również Zofia. W 1935 r. zakład został przeniesiony do lokalu przy ul. Romanowicza 11, a w 1938 – do lokalu przy ul. Akademickiej 28, gdzie działał do 1942.